# Angelika Glöckner
Angelika Glöckner, née le 5 février 1962 à Pirmasens, est une personnalité politique.

## Biographie
Angelika Glöckner naît le 5 février 1962 à Pirmasens.
De 1981 à 1983, elle travaille dans l'usine de chaussures Rheinberger.
Le 12 novembre 2014 elle entre au Bundestag.